# كيتن- ماستخات
كيتن- ماستخات هو مسطح مائي في هولندا مقاطعة زيلند. يستخدك كمصب لنهر الراين ونهر الميز، لكنه اليوم متصلاً فقط بأوسترسخيلده. ولا يزال يتلقى بعض المياه من روافده السابقة، وعند KRAMMER - فولكراك يتلقى الكثير من المياه من هولاندس ديب.
يقع بين جزر سخاون- داوفللاند وتولين.